# Helicopsyche villegasi
Helicopsyche villegasi là một loài Trichoptera trong họ Helicopsychidae. Chúng phân bố ở miền Tân bắc.